# Bohus Stickning

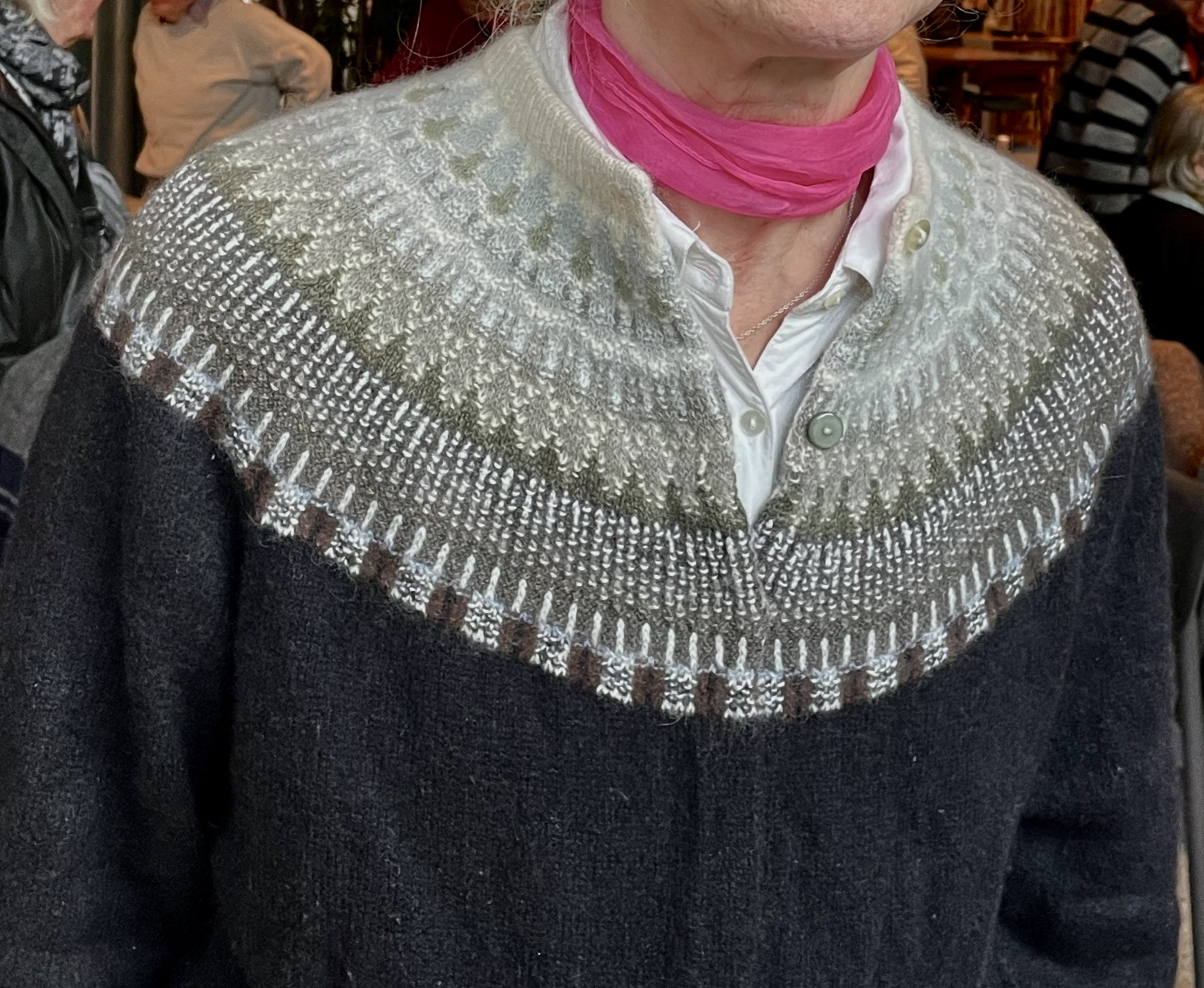
En Bohus-stickad tröja värmer bra och är mycket klädsam.

Bohus Stickning var ett textilföretag som var aktivt mellan 1939 och 1969. Det bildades som ett sätt att ge en inkomst åt fattiga familjer i Bohuslän under depressionen. Klädesplagg som designades av grundaren Emma Jacobsson och andra mönsterskapare stickades för hand av kvinnor i Bohuslän och såldes till butiker och modehus både inom Sverige och internationellt.

## Bakgrund och grundande
Emma Jacobsson, som var gift med länets landshövding Malte Jacobsson, söktes 1936 upp av en grupp kvinnor från Fågelviken på Härnäset i Bohuslän, som ville höra om hon kunde ordna något avlönat hemarbete för länets stenhuggarhustrur. Stor arbetslöshet rådde och familjerna led nöd. Emma Jacobsson såg det som sin plikt att hjälpa dem. Tillsammans med Clara Cavallin, pensionerad lärare och tf rektor för Högre Samskolan, ordnades kurser inom textilområdet. De experimenterade med tillverkning och försäljning av olika produkter, bland annat tygdjur och julprydnader, innan de beslutade att prova stickning. Målet var att hitta ett hantverk som kunde produceras kontinuerligt, som inte krävde speciell utrustning och som alla inblandade kvinnor kunde utföra. Bohus Stickning grundades officiellt 12 september 1939 med Emma Jacobsson som ledare.
Till en början stickades vantar och sockor, och efter att Emma Jacobsson sålt ett antal av dessa till större butiker i Stockholm satsades det från 1940 och framåt även på halsdukar, mössor, tröjor och koftor.

## Design

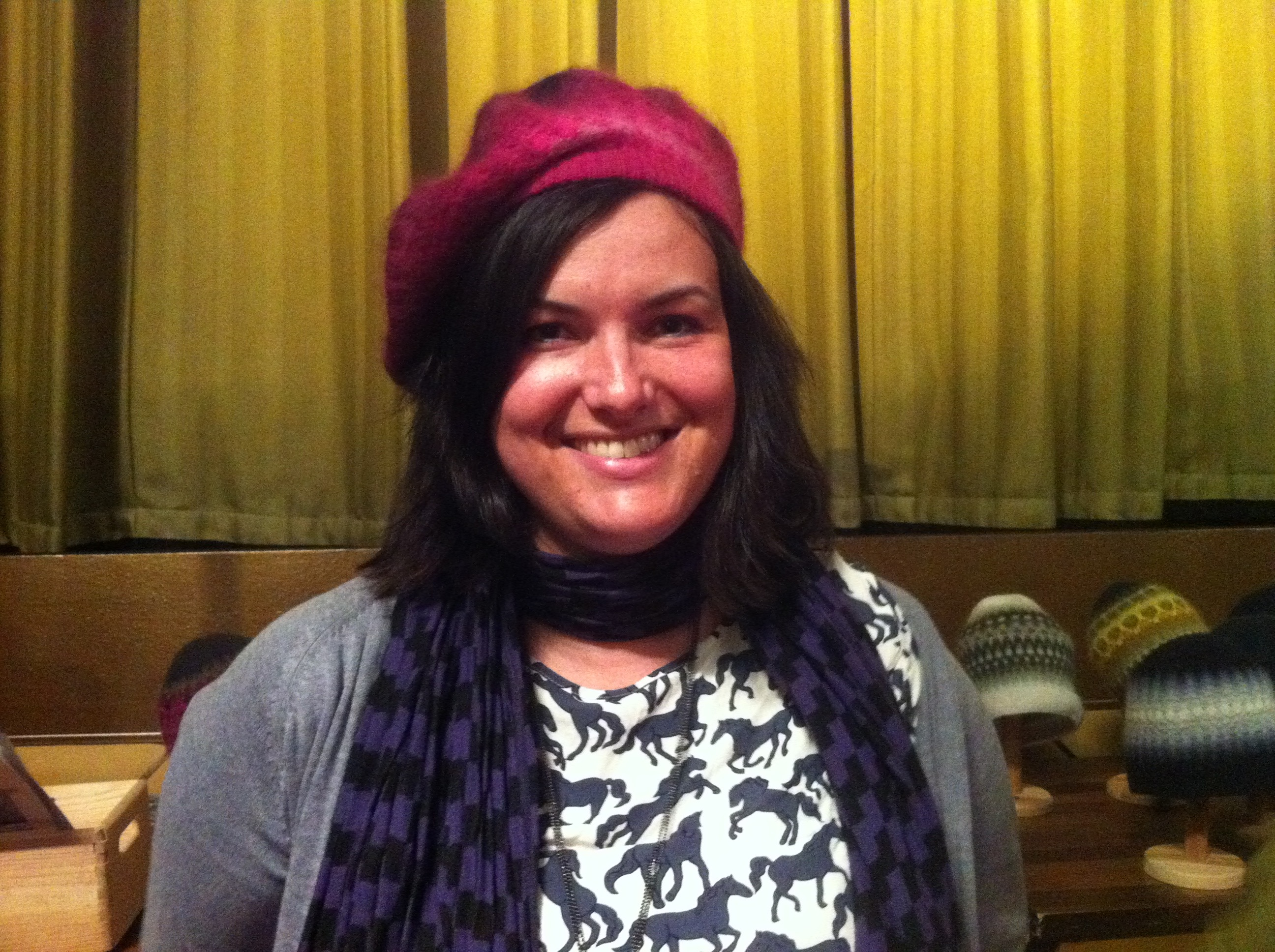
Bohus-Stickad basker, som bärs av en stolt ägare i samband med filmförevisning om Bohus Stickning på Bio Roy i Göteborg.

Nya mönster skapades för Bohus Stickning eftersom det inte fanns någon bohuslänsk sticktradition att använda sig av. Under 1940-talet växte en karaktäristisk "Bohus Stickning"-stil fram: flerfärgade mönster i många olika färger, stickade i tunna garner av ull eller angora, och med inslag av aviga maskor i det i övrigt slätstickade mönstret.
De som skapade mönster för Bohus Stickning var, förutom Emma Jacobsson, Vera Bjurström, Anna-Lisa Mannheimer Lunn, Karin Ivarsson, Annika Malmström-Bladini och Kerstin Olson. Utöver dessa sex har också Mona Reuterberg, Margareta Nordlund, Ulla Eson Bodin och Erna Gislev tagit aktiv del av det konstnärliga arbetet. Som rådgivare genom åren hade Göta Trägårdh stor betydelse för företagets konstnärliga profil.

## Reproduktioner
30 år efter nedläggningen av Bohus Stickning 1969 vart det åter igen möjligt att klä sig i Bohus Sticknings design, genom att själv sticka reproduktioner av de ikoniska plaggen. Mellan 1999 och 2013 tog Solveig Gustafsson, Solsilke, i samråd med Bohusläns museum fram materialsatser med reproduktioner av 51 av Bohus Sticknings design.  Sedan 2014 har Pernille Silfverberg, AngoraGarnet, tagit över arbetet med att producera dessa materialsatser och fortsätta ta fram fler reproduktioner. Att själv få sticka någon av dessa fantastiska reproduktioner ligger högt på många stickares önskelistor.